# Dickinson College
Dickinson College es una universidad privada de artes liberales en Carlisle (Pensilvania). Fue originalmente establecida como un “Grammar School” en 1773, y después oficialmente fundada como universidad el 9 de septiembre del año 1783, cinco días después de que se firmara el Tratado de París, haciendo de la universidad, la primera que fuera fundada en los recién reconocidos Estados Unidos de América. Dickinson College fue fundada por el Dr. Benjamin Rush, un testigo firmado de la Declaración de Independencia de los Estados Unidos originario de Filadelfia y fue nombrada en honor al firmador de la Constitución de los Estados Unidos de América, John Dickinson.
En la edición más reciente de "America's Best Colleges" (“Las Mejores Universidades en los Estados Unidos”), de la revista U.S. News & World Report, Dickinson fue nombrada la número 41 de 217 universidades nacionales de artes liberales. Con casi 2,300 estudiantes, Dickinson es conocida por su currículo innovador y destacados programas de educación internacionales, que han recibido reconocimientos de El Consejo Americano de la Educación y de NAFSA: Asociación de Educadores Internacionales.
En el 2006, Dickinson fue nombrada la universidad más en forma de todos los Estados Unidos por la revista Men’s Fitness.
Dickinson College no debe ser confundida con la escuela de derecho con el mismo nombre, Dickinson School of Law que colinda con el campus, pero que no ha estado asociada con Dickinson College desde los finales del siglo XIX.  Dickinson School of Law es la escuela de leyes de Penn State. Tampoco debe confundirse con la Universidad Fairleigh Dickinson en Nueva Jersey.

## Exalumnos notables
- James Buchanan, 1809, decimoquinto Presidente de los Estados Unidos de América
- Alfred V. du Pont, 1818, químico a cargo de la empresa DuPont
- William Perry Eveland, 1892, obispo de la Iglesia Episcopal Metodista
- John E. Jones III, 1977, Juez de distrito quien presidió sobre el caso Kitzmiller v. Dover
- Jennifer Ringley, 1997, Famosa por su website pionera en su clase JenniCam.org